# Rudolph (Wisconsin)
Pour les articles homonymes, voir Rudolph.
Rudolph est un village du comté de Wood, dans l'État du Wisconsin, aux États-Unis. En 2020, il comptait une population de 1 028 habitants.